# Бахадир Барутер
Бахадир Барутер je (рођен 1963) је турски карикатуриста и један од оснивача L-manyak, Penguen, Lombak cartoon магазина. Он је муж књижевнице Мине Согут.

## Биографија
По завршетку школовања у средњој школи у Истанбулу, а потом и на Факултету за пословну администрацију Универзитета у Истанбулу, дипломирао је на Универзитету лепих уметности Мимар Синан.
Сарађивао је у часопису Pişmiş Kelle три месеца 1990. и прешао у часопис Лимон, у којем је почео да црта Ломбак угао. Паралелно је шест месеци радио за часопис Авни. Након оснивања часописа Леман је са Фатихом Солмазом 12 година био коаутор Ломбак кутка који је постао једна од најпознатијих рубрика у часописима о цртаним филмовима у Турској.
Године 1996. основао је L-manyak у оквиру часописа Леман са Селџуком Ердемом. Уређивао је часопис наредних 5 година. Године 1997. са Орханом Аџаром је покренуо компанију под називом Комик Сеилер Публишинг и почео да саставља карикатуре објављене у L-manyak у формату књиге. Године 2001. напустио је Леман са многим другима који су цртали у L-manyak и наставио да ради на Ломбаку. Убрзо након тога издаје часопис Кемик, који је некада био додатак Ломбаку, као посебан часопис. Године 2002. био је суоснивач часописа Penguen са Метином Устундагом, Ердилом Јашароглуом и Селџуком Ердемом, који је такође напустио Леман. Издавачка кућа је издавала и часопис Hayvan, који је представљао литературу и албуме цртаних филмова.
Барутеру је 2011. суђено због цртаног филма у којем се одрекао Бога и религије. Главно јавно тужилаштво у Истанбулу оптужило је Барутера за "вређање верских вредности".
Због пада продаје и исцрпљивања других карикатуриста, часописи Hayvan, Kemik и Lombak су угашени до 2009. Барутер тренутно црта Lombak Corner у часопису Penguen Осуђен је на 11 месеци затвора због сатиричног дела о слободи говора за укључивање скривеног геста „вређања” турског председника Реџепа Тајипа Ердогана.